# Săveni, Iași
Săveni este un sat în comuna Gropnița din județul Iași, Moldova, România. Săveni, Săvenii şi Adămeşti sunt trei nume proprii ce denumesc aceeaşi localitate: satul Săveni din comuna Gropniţa, judeţul Iaşi. Acesta a fost înfiinţat pe moşia Sângerii, ce era arendată lui Anton Adămuţ din Butea, care după Primul Război Mondial a cumpărat "arenda moşiei boierului Săveanu de la Sânger". Iniţial localitatea s-a chemat Adămeşti, nume provenit de la cel ce a cumpărat arenda de la proprietarul Săveanu. De la acesta s-a moştenit titulatura actuală a satului (Săveni), nume purtat şi de un târguşor, o comună şi un sat din fostul judeţ Odorheiu.
Satul Săveni este aşezat pe un podiş aflat pe dealurile dintre Bahlui şi Jijia, la aproximativ 20 km nord-est de gara CFR din Podu Iloaiei. Localitatea s-a format în urma legii de împroprietărire agrară din anul 1921, când pe aceste locuri au venit credincioşi din satele Buruieneşti, Rotunda şi Tămăşeni. În anul 1924, aceşti colonişti au cumpărat o parte din moşia boierul Săveanu. Despre numărul catolicilor care au venit aici de pe Valea Siretului nu cunoaştem cifre exacte. Datele furnizate după recensământul populaţiei care a avut loc la sfârşitul anului 1930 relevă faptul că "satul Săveni, din plasa Turia, judeţul Iaşi, are 199 de persoane", dintre care 13 erau ortodocşi şi 186 romano-catolici